# Arslan Isra'il
Arslān Isrāʾīl, anche noto come Arslan Yabgu (... – 1032), fu un capotribù turcico.
Membro della tribù che in futuro avrebbe dato origine all'impero selgiuchide, il suo nome Arslan significa "il leone". Egli era figlio del signore della guerra selgiuchide e zio dei fondatori dell'impero, Chaghri e Tughril. Arslan trascorse gli ultimi anni della sua vita in prigionia, poiché venne catturato dal sovrano ghaznavide Mahmud di Ghazna.